# Begoña Vargas
Begoña Vargas (ur. 18 grudnia 1999 w Madrycie) – hiszpańska aktorka.

## Filmografia[2]
- Centro médico (2017, serial) jako Virginia
- Paquita Salas (2018, serial) jako Camarera
- Boca Norte (2019, serial) jako Andrea
- La otra mirada (2018–2019, serial) jako Roberta
- Pełne morze (Alta mar, 2019–2020, serial) jako Verónica de García
- Numer 32 (2020, film) jako Amparo
- Las leyes de la frontera  (2021, film) jako Tere
- Centauro (2022, film) jako Natalia
- Berlín  (2023, serial) jako Cameron